# Cap de l'Obaga Erneda
El Cap de l'Obaga Erneda és una muntanya de 2.157 metres que es troba al municipi d'Alins, a la comarca del Pallars Sobirà.